# Andrea Temme
Andrea Temme (* 24. Juni 1981 in Köln) ist eine ehemalige deutsche Skispringerin.

## Werdegang
Temme begann im Jahr 2000 mit dem Skispringen. Bei der Deutschen Meisterschaft 2002 gelang Temme mit einem 3. Platz der Sprung auf das Siegertreppchen.
Gleichzeitig errang sie den 10. Platz beim internationalen Damenskispringen in Meinerzhagen. Ab 2003 startete sie bei internationalen FIS-Springen. Bei den Deutschen Meisterschaften im Skispringen der Damen 2004 in Meinerzhagen erreichte Temme im Einzel den 11. Platz.
Am 14. August 2005 startete sie zu ihrem ersten und einzigen Springen im Skisprung-Continental-Cup. Dabei erreichte sie in Meinerzhagen den 19. Platz und damit zwölf Continental-Cup-Punkte. Mit diesen zwölf Punkten belegte sie in der Saison-Gesamtwertung den 51. Platz. Seitdem ist sie nicht mehr international aktiv.